# 巴西拉
9°01′N 1°40′E / 9.017°N 1.667°E

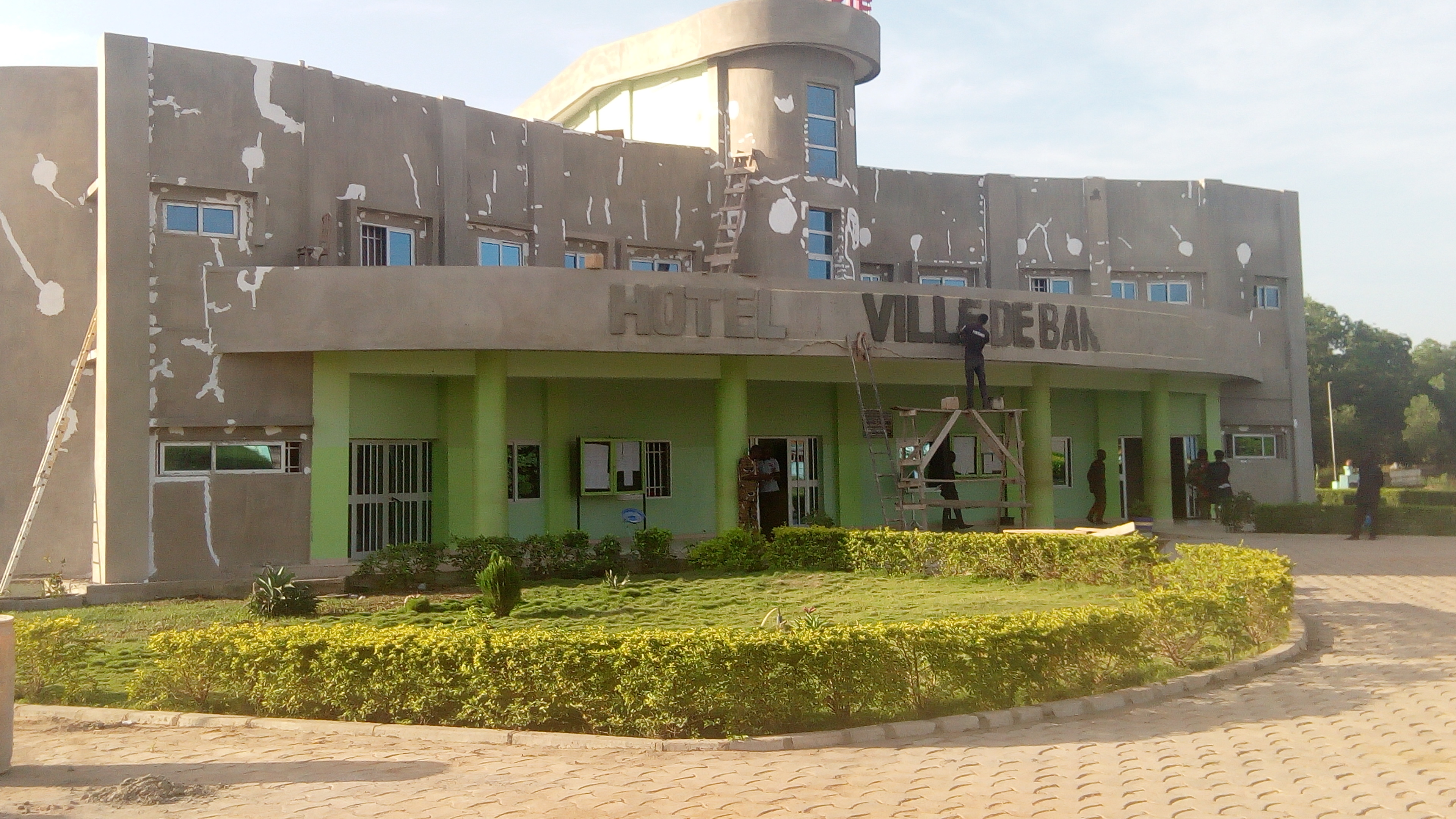
巴西拉的市政廳

巴西拉（法語：Bassila）是貝寧的城鎮，位於該國中西部，由峽谷省負責管轄，面積5,661平方公里，海拔高度303米，2013年該城鎮人口130,770，人口密度每平方公里23人。